# Крестененко Сергій Васильович
Сергій Васильович Крестененко (нар. 25 червня 1956, Бєлгород, РРФСР) — радянський футболіст, нападник та півзахисник. Майстер спорту СРСР (1985).

## Життєпис
Вихованець групи підготовки команди «Салют» (Білгород).
Виступав у радянських та російських командах «Салют», «Торпедо» (Москва), «Динамо» (Ставрополь), «Динамо» (Москва), «Факел» (Воронеж), «Хімік» (Степногорськ), «Спартак» (Москва), «Локомотив» (Москва), «Металіст» (Харків), «Стріла» (Вороніж), «Динамо» (Біла Церква), «Автомобіліст» (Вороніж) та «Електроніка» (Вороніж).
Після завершення кар'єри гравця був головним тренером російських команд «Автомобіліст» (Воронеж), «Електроніка» (Воронеж), «Локомотив» (Ліски), «Руддержмаш» (Воронеж) та «Факел» (Воронеж).

## Досягнення
- Чемпіонат СРСР
  -  Срібний призер (1): 1981

- Кубок СРСР
  -  Володар (1): 1977

- Список 22-ох найкращих футболістів першої та другої ліги СРСР: 1976